# Chiến thuật chính trị
Chiến thuật chính trị hay mưu kế chính trị hay thủ đoạn chính trị hay chiêu bài chính trị, là cách thức cụ thể để đạt được mục tiêu chính trị của một nhà chính trị, phong trào chính trị, tổ chức, hoặc một chính phủ.

## Thuật ngữ và đặc điểm
Chiến thuật chính trị và chiến lược chính trị là hai thuật ngữ khác nhau. Tương ứng trong Anh ngữ là Political Tactics và Political Strategy. Trong cách sử dụng của tiếng Trung tương ứng là 政治策略 và 政治战略. Trong đó, 政治策略 nghĩa là sách lược chính trị/mưu kế chính trị, 政治战略 nghĩa là chiến lược chính trị.
Chiến thuật chính trị đã xuất hiện trong tài liệu tiếng Nga năm 1859, tựa đề Современник, tập 76, cụm từ "политическая Тактики" đã được sử dụng. Nó cũng từng được sử dụng trong tạp chí Русское слово – Tập 6, Số phát hành 1 vào năm 1864; sử dụng trong quyển Отечественныя записки,: журнал литературный, политический и ученый (Những ghi chép trong nước: tạp chí văn học, chính trị và khoa học) của A. Krajevskij năm 1875.
Nội san Quốc hội của chính phủ Việt Nam Cộng hòa năm 1959 có sử dụng thuật ngữ "chiến thuật chính trị" trong tài liệu của họ.
Theo Nhân sinh tri thức đại từ điển (人生知识大辞典) xuất bản năm 1992: "Sách lược chính trị (chiến thuật chính trị) là một phần của chiến lược chính trị và phục vụ cho chiến lược chính trị. Sách lược chính trị có đúng đắn hay không sẽ ảnh hưởng và quyết định đến được, mất, thậm chí là thành bại của chiến lược chính trị. Sách lược chính trị và chiến lược chính trị là sự thống nhất của các mặt đối lập, nhưng sự khác biệt giữa hai điều này không phải là tuyệt đối."

## Định nghĩa
Theo Feliks Cross trong quyển European Ideologies xuất bản năm 1948 (tr. 5-15): "Chiến thuật chính trị chỉ ra việc sử dụng các lực lượng chính trị trong một tình huống hiện tại, thực tế, lịch sử và cụ thể để hợp tác với hoặc đấu tranh chống lại các lực lượng chính trị khác". Theo Pfeffer trong quyển Power in Organizations xuất bản năm 1981, chiến thuật chính trị là "các hoạt động diễn ra trong các tổ chức để thu nhận, phát triển và sử dụng quyền lực cũng như các nguồn lực khác nhằm đạt được kết quả mong muốn trong một tình huống có sự không chắc chắn hoặc bất đồng".
Trong quyển sách 组织行为学 (Tổ chức hành vi học) năm 2003 của Lý Tú Quyên (李秀娟), chiến thuật chính trị có thể xem là nghệ thuật điều hòa xung đột lợi ích, là việc sử dụng quyền lực để đạt được sự cân bằng giữa lợi ích cá nhân và tập thể. Việc áp dụng chiến thuật và kỹ năng chính trị tốt sẽ khiến quá trình sử dụng quyền lực trở nên suôn sẻ, đồng thời ảnh hưởng cá nhân cũng được tăng cường.
Định nghĩa trích từ Joseph E. Champoux năm 2010: "Chiến thuật chính trị là những hành vi ảnh hưởng chính trị cụ thể được sử dụng để đạt được một mục tiêu". Năm 2014, học giả Triệu Đinh Dương (赵汀阳) viết rằng chiến thuật chính trị là chiến thuật trò chơi tìm cách nhận được nhiều sự ủng hộ từ đông đảo người dân và củng cố quyền lực. Trích dẫn từ Sebastian Garbe năm 2022: "Các chiến thuật chính trị là những nỗ lực hoặc tập hợp hành động nhằm thay đổi một vấn đề cấp bách hoặc trường hợp bất công nào đó. Do đó, chúng được sử dụng trong một khoảng thời gian nhất định cho đến khi mối nguy hiểm hoặc bất công không còn là mối đe dọa". Một cách giải thích khác từ quyển Organisational behaviour: concept to realisation xuất bản năm 2023: "Chiến thuật chính trị là một phần của hành vi chính trị được sử dụng bởi một cá nhân hoặc nhóm để ảnh hưởng đến cá nhân hoặc nhóm khác nhằm bảo vệ lợi ích cá nhân và duy trì quyền kiểm soát cá nhân trong nơi làm việc".
Một cách định nghĩa khác của những người cộng sản: "Chiến thuật chính trị là hình thức cực đoan và hình thức tổ chức được xác định bởi các lực lượng chính trị cách mạng theo sự thay đổi của tình hình chính trị để hoàn thành nhiệm vụ chiến lược. Đây là một phương pháp cụ thể để thực hiện công việc chiến lược của cuộc cách mạng chính trị". Tài liệu của Đảng Cộng sản Liên Xô viết bởi Joseph Stalin vào 1926 giải thích "chiến thuật chính trị": "...không gì khác ngoài sự pha trộn giữa chiến thuật quân sự thông thường và chiến thuật cách mạng của những người Bolshevik".

## Vai trò, chức năng
Quyền lực là khả năng gây ảnh hưởng đến người khác, còn chính trị là quá trình thực thi quyền lực, những cá nhân chính trị hoặc nhóm chính trị đã tạo ra các 'sách lược chính trị' (hay chiến thuật chính trị) là một loại sách lược để theo đuổi và đạt được quyền lực, và gây ảnh hưởng điều đó lên xã hội.
Các bên tranh chấp chính trị sẽ sử dụng chiến thuật chính trị để ảnh hưởng đến kết quả quyết định theo hướng có lợi cho họ. Chiến thuật chính trị sử dụng để thuyết phục. Chúng tập trung vào kỳ vọng của quần chúng, như việc hứa hẹn phúc lợi. Chúng cũng sử dụng định kiến và sự kỳ thị của quần chúng để nhằm đạt được mục đích. Nhiều chiến thuật chính trị được xem là phi đạo đức. Các chiến thuật vận dụng không chỉ nhằm thuyết phục quần chúng về phía mình, mà ngược lại là phá hoại đối thủ chính trị như bôi nhọ, vu khống cá nhân chính trị hoặc đảng chính trị; thậm chí đổ lỗi cho người khác về sai lầm của mình; làm xói mòn lòng trung thành chính trị vào đảng cầm quyền hay chế độ chính trị. Các biện pháp hạ bệ hay đàn áp đối thủ phổ biến là khép tội tham nhũng hoặc trốn thuế. Chiến thuật chính trị được sử dụng bởi một cá nhân chính trị là vì lợi ích của cá nhân chính trị đó, được xem là không lành mạnh, không công bằng vì gây ra mất mát cho người khác.
Nguyên tắc của chiến thuật chính trị là kết hợp giữa lý thuyết và thực hành, hướng đến môi trường chính trị khách quan và điều kiện thực tế. Và chúng theo đuổi một mục tiêu chiến lược. Đối với những người cộng sản Liên Xô, chiến thuật chính trị của chủ nghĩa Lenin có quy tắc cơ bản là lấy quần chúng nhân dân làm trung tâm, năng lực chính trị đòi hỏi khả năng dẫn dắt quần chúng đến các vị trí của cách mạng. Đối với họ, đối tượng chính trị hàng đầu của họ là công nhân, các chiến thuật chính trị đều tập trung làm thế nào để tạo ra mặt trận công nhân, thống nhất công đoàn, lập liên minh giữa công nhân với các tầng lớp khác và ở các địa phương khác, chuẩn bị các hành động cách mạng.
Chiến thuật chính trị thu hút tất cả các bên chính trị ủng hộ một chính sách cụ thể, các chính trị gia thực hiện điều này sẽ chọn lựa cách phù hợp để điều hòa xung đột, hình thành đồng thuận, giúp chính sách được thông qua và thực hiện. Chiến lược chính trị là các ứng dụng thực tế vào các giai đoạn chính trị, giải quyết các xung đột và các hiện tượng chính trị theo cách hiệu quả nhất, tốt nhất. Một yêu cầu lớn được đặt ra cho một chiến lược chính trị là làm thế nào nó có thể cân bằng giữa lợi ích quốc gia và sự ổn định toàn cầu. Nguồn gốc và sự phát triển của chiến lược chính trị tập trung vào hiện thực và phương pháp thực dụng, chúng không cân nhắc đạo đức hay ý thức hệ. Chúng giúp hiểu được chính trị thực dụng hình thành quan hệ quốc tế như thế nào, và giúp hiểu được cách mà nó ảnh hưởng lên việc quản trị một đất nước.
Một chiến lược chính trị được lựa chọn dựa vào chiến lược trong quá khứ và yêu cầu thay đổi trong hiện tại, khi khủng hoảng nghiêm trọng và khi nền thống trị bị đe dọa, chính phủ sẽ thay chiến lược chính trị. Năm 2007, học giả Thạch Phụng Trân (石凤珍) viết trong Văn nghệ dân tộc hình thức luận tranh nghiên cứu (文艺"民族形式"论争研究) rằng: "So với chiến lược chính trị, chiến thuật chính trị linh hoạt hơn. Khi chiến lược chính trị không thay đổi trong một giai đoạn lịch sử nhất định, chiến thuật chính trị có thể thay đổi theo sự phát triển của tình hình và những thay đổi trong điều kiện thực tế. Khi mục tiêu chiến lược chính trị không thay đổi trong phạm vi rộng, các khu vực khác nhau có thể áp dụng nhiều chiến thuật chính trị khác nhau để đạt được mục tiêu chiến lược chính trị này."

## Phân loại căn bản
Chiến thuật chính trị rất đa dạng, chúng được tạo ra để thực thi và bảo vệ quyền lực. Tuy nhiên, chúng không phải là bất biến, chúng được vận dụng tùy theo hoàn cảnh và tùy theo yêu cầu khác nhau. Chúng sử dụng các tài nguyên như thời gian, tiền bạc, sự bảo trợ, các kỹ năng.
Theo Lyle Sussman từ Đại học Louisville có 7 chiến thuật chính trị căn bản:
1. Tấn công hoặc đổ lỗi cho người khác.
2. Sử dụng thông tin như một công cụ chính trị.
3. Tạo ra và duy trì hình ảnh thuận lợi.
4. Phát triển cơ sở hỗ trợ.
5. Lấy lòng.
6. Phát triển đồng minh và hình thành liên minh quyền lực.
7. Tạo ra nghĩa vụ và sự có đi có lại.

Giáo sư Trung Quốc Chu Chí Hoành (朱志宏) phân chia chiến thuật chính trị làm 4 loại căn bản:
1. Tìm điểm chung trong sự khác biệt
2. Thỏa hiệp
3. Kiểm soát tình huống ra quyết định chính trị
4. Hùng biện

Ba chiến thuật chính trị phi đạo đức căn bản bao gồm:
1. Đâm sau lưng: giả vờ là người bạn tử tế nhưng chuẩn bị để hại bạn mình.
2. Thiết lập thất bại: giao nhiệm vụ cho người khác nhưng hi vọng về sự thất bại và họ sẽ bị mất uy tín.
3. Chơi trò chơi chiến tranh lãnh thổ: liên quan bảo vệ và gom tém các nguồn lực quyền lực, như quyền ra quyết định và mối quan hệ với những người quan trọng trong một phạm vi.

Chiến thuật chính trị có thể sử dụng đơn lẻ hoặc có thể kết hợp nhiều chiến thuật với nhau. Chiến thuật chính trị hiệu quả nhất là những chiến thuật sử dụng sự gián đoạn và kích động để ép buộc những người nắm quyền lực phải giữ đúng lời nói của chính họ. Các đối thủ chính trị cũng có thể chọn lựa từ đối đầu chuyển sang thỏa hiệp. Trong chính trị, đôi khi "im lặng" cũng có thể xem là một chiến thuật chính trị. Chiến thuật chính trị thường được triển khai trước, trước khi buộc phải sử dụng biện pháp quân sự.

## Danh sách
Đây là danh sách các chiến thuật chính trị (chưa đầy đủ). Sự sắp xếp theo hệ thống chỉ có tính tương đối. Danh sách này chỉ có tính liệt kê, không diễn giải sự liên quan, kết nối hay chồng lấn của các khái niệm. Mỗi một đề mục nhỏ của danh sách nên được hiểu một cách độc lập với nhau.
- Bạo động
- Bài phong, đả thực, chống cộng
- Bất bạo động
- Biểu tình
  - Hỏa thiêu
  - Tuyệt thực
- Chiêu bài Tự do, Dân chủ, Dân quyền, Nhân quyền
- Chiêu hồi
- Chiến dịch bôi nhọ
- Cớ (chính trị)
- Dân vận và Binh – Địch vận
- Diễn văn chính trị
- Đánh bom tự sát
- Đàm phán chính trị
- Đảo chính
- Đấu tranh bất bạo động
- Đe dọa
- Gian lận bầu cử
- Hôn nhân chính trị
- Khủng bố
- Ly gián liên minh
- Mua chuộc
- Thuyết phục
  - Vận động tranh cử
- Thỏa hiệp
- Tối hậu thư
- Tổ chức Trưng cầu dân ý
- Tung tin giả
- Tuyên truyền
  - Biểu ngữ
  - Truyền đơn
- Vận động hành lang[56]
- Vu khống

## Nội dung khác
- Triều cống
- Danh nghĩa phò vua
- Chiến thuật "Vùng xám"[57]

### Sách và tạp chí tiếng Việt
- Cao Thế Dung (1985). Làm thế nào để giết một Tổng thống?: bút ký lịch sử. Cơ sở Văn Hóa Đông Phương.
- Dương Thành Lợi (1997). Triết lý quốc trị Đông Phương từ Khổng Tử, Lão Tử, Mặc Tử, Mạnh Tử, Trang Tử-- đến Tuân Tử, Hàn Phi, Tôn Trung Sơn, Gandhi. NXB Làng Văn. ISBN 9781896960029.
- Lê Duẩn (1975). Tình hình thế giới và nhiệm vụ quốc tế của Đảng ta. NXB Sự thật.
- Lưu Văn Lợi, Nguyễn Anh Vũ (2002). Các cuộc thương lượng Lê Đức Thọ-Kissinger tại Paris. NXB Công an nhân dân.
- Nguyễn Văn Trung (1964). Nhận định, Tập 3. NXB Nam Sơn.
- Phan Vỹ (1968). Đừng lạm dụng danh nghĩa nông thôn.
- Quốc hội (VNCH) (1959). Nội-san Quốc-hội. Sở thông tin Quốc hội.
- Trần Văn Giàu (1961). Giai cấp công nhân Việt-nam: sự hình thành và sự phát triển của nó từ giai cấp "tự mình" đến giai cấp "cho mình". NXB Sự thật.
- Viện đại học Huế (1961). "Đại học (Số 4)". Viện đại học Huế. {{Chú thích tạp chí}}: Chú thích magazine cần |magazine= (trợ giúp)

### Sách và tạp chí tiếng Anh
- Barry Riddell, John Lynch (1973). Ideology. Maclean-Hunter Learning Materials Company. ISBN 9780919290372.
- Benjamin Ginsberg (2007). The American Lie: Government by the People and Other Political Fables. OUP USA. ISBN 9780199945955.
- C.W. Daniel (1912). "The Crank: An Unconventional Magazine (Tập 10)". C.W. Daniel. {{Chú thích tạp chí}}: Chú thích magazine cần |magazine= (trợ giúp)
- Douglas H. Ruben (1990). The Aging and Drug Effects: A Planning Manual for Medication and Alcohol Abuse Treatment of the Elderly. McFarland. ISBN 9780899504728.
- Dubrin (2002). Essentials of Managem. Thomson Learning EMEA, Limited. ISBN 9780324114690.
- Fathali M. Moghaddam (2017). The SAGE Encyclopedia of Political Behavior. SAGE Publications. ISBN 9781506353265.
- James Russell Lowell (1890). The Writings of James Russell Lowell in Ten Volumes: Political essays. Houghton, Mifflin.
- Jo Bryson (2006). Managing Information Services: A Transformational Approach. Ashgate. ISBN 9780754646310.
- Joseph E. Champoux (2010). Organizational Behavior, Integrating Individuals, Groups, and Organizations. Taylor & Francis. ISBN 9781135215620.
- Kenneth N. Wexley, Gary A. Yukl (1984). Organizational Behavior and Personnel Psychology. R.D. Irwin. ISBN 9780256026429.
- Laure Paquette (2002). Political Strategy and Tactics, A Practical Guide. Nova Science. ISBN 9781590334140.
- Lawrence C. Becker, Charlotte B. Becker (2013). Encyclopedia of Ethics 2013. Taylor & Francis. ISBN 9781135350963.
- Mary C. Lacity, Rudy A. Hirschheim (1993). Information Systems Outsourcing: Myths, Metaphors and Realities. Wiley. ISBN 9780471938828.
- Morris Hillquit (1909). Socialism in Theory and Practice. MacMillan.
- Paulist Fathers (1980). New Catholic World, Các tập 223 – 224. Paulist Press.
- Puqu Wang (2022). Principle of Interest Politics, Logic of Political Life from China’s Perspective. Springer Nature Singapore. ISBN 9789811939631.
- Robert Albanese, David D. Van Fleet (1983). Organizational Behavior: A Managerial Viewpoint. Dryden Press. ISBN 9780030507366.
- Robert J. Duffy (2003). The Green Agenda in American Politics: New Strategies for the Twenty-first Century. University Press of Kansas. ISBN 9780700612789.
- Robert Kreitner, Angelo Kinicki (1992). Organizational Behavior. Irwin. ISBN 9780256085006.
- Rudolf Heberle (1951). Social Movements. Ardent Media.
- Samanta, Sasmita Rani, Mahajan, J.P., Gollamudi, Hema (2023). Organisational behaviour: concept to realisation. PHI Learning Pvt. Ltd. ISBN 9788119364138.{{Chú thích sách}}:  Quản lý CS1: nhiều tên: danh sách tác giả (liên kết)
- Sebastian Garbe (2022). Weaving Solidarity: Decolonial Perspectives on Transnational Advocacy of and with the Mapuche. Verlag. ISBN 9783732858255.
- William C. Frederick, James E. Post, Denis Collins (1994). Research in Corporate Social Performance and Policy. JAI Press Limited. ISBN 9781559387323.{{Chú thích sách}}:  Quản lý CS1: nhiều tên: danh sách tác giả (liên kết)

### Sách tiếng Trung
- 彭克宏 (Bàng Khắc Hoành) (1989). 社会科学大词典 (Xã hội khoa học đại từ điển). 中国国际广播出版社 (Trung Quốc quốc tế quảng bá xuất bản xã). ISBN 9787800352287.
- 周汉民, 邢贲思 (Chu Hán Dân, Hình Bí Tư) (1992). 人生知识大辞典 (Nhân sinh tri thức đại từ điển). 中国青年出版社 (Trung Quốc thanh niên xuất bản xã). ISBN 9787500612018.{{Chú thích sách}}:  Quản lý CS1: nhiều tên: danh sách tác giả (liên kết)
- 譚士林, 高點出版 (Đàm Sĩ Lâm, Cao Điểm Xuất Bản) (2012). 公共管理(概要) (Công cộng quản lý (khái yếu)). 高點出版 (Cao Điểm Xuất Bản).{{Chú thích sách}}:  Quản lý CS1: nhiều tên: danh sách tác giả (liên kết)
- Fouad Sabry (2024). 克勞德皮文策略, 社會變革和政治改革的激進方法 (Khắc lao đức bì văn sách lược, xã hội biến cách hòa chính trị cải cách đích khích tiến phương pháp). 十億個知識淵博 (Thập ức cá tri thức uyên bác).
- 林玲吟 (Lâm Linh Ngâm) (2018). 國小校長領導的微觀政治分析個案研究 (Quốc tiểu hiệu trưởng lãnh đạo đích vy quản trị phân tích cá án nghiên cứu). 索引數位股份有限公司 (Sách Dấn Số Vị cổ phần hữu hạn công ty). ISBN 9789869554398.
- 梁远 (Lương Viễn) (2007). 实用汉越分类词典 (Thực dụng Hán Việt phân loại từ điển). 民族出版社 (Dân tộc xuất bản xã). ISBN 9787105081974.
- 李秀娟 (Lý Tú Quyên) (2003). 组织行为学, 先知而后行行必有所为 (Tổ chức hành vi học, tiên tri năng hậu hành hành tất hữu sở vi). 清华大学出版社 (Thanh Hoa đại học xuất bản xã). ISBN 9787302064398.
- 石凤珍 (Thạch Phụng Trân) (2007). 文艺"民族形式"论争研究 (Văn nghệ dân tộc hình thức luận tranh nghiên cứu). 中華書局 (Trung Hoa thư cục). ISBN 9787101059816.
- 赵汀阳 (Triệu Đinh Dương) (2014). 每个人的政治（典藏版) (Mai cán nhân đích chính trị (điển tàng bản)). 社会科学文献出版社 (Xã hội khoa học xuất bản xã). ISBN 9787509754191.
- Trường cán bộ chính trị Phú Hưng Cương (政工幹部學校, 復興崗) (1983). 復興崗學报 (Phú Hưng Cương học báo) (Tập 30).
- 郁建兴 (Uất Kiến Hưng) (2007). 马克思国家理论与现时代 (Mã khắc tư quốc gia lý luận dư hiện thời đại). 东方出版中心 (Đông phương xuất bản trung tâm). ISBN 9787801866684.
- 汪正洋 (Uông Chánh Dương) (2022). 圖解公共政策 (Đồ giới công cộng chính sách). 五南圖書出版股份有限公司 (Ngũ Nam đồ thư xuất bản cổ phần hữu hạn công ty). ISBN 9786263175723.

### Sách và tạp chí tiếng Nga
- A. Krajevskij (1875). Отечественныя записки,: журнал литературный, политический и ученый (Tập 222). V Tipografii A.A. Krajevskago.
- Latvijas Komunistiskā Partija. Centrālā Komiteja (Đảng Cộng sản Latvia. Ủy ban Trung ương) (1983). "Kommunist Sovetskoĭ Latvii: obshchestvenno-politicheskiĭ zhurnal T︠S︡K Kommunisticheskoĭ partii Latvii [Đảng Cộng sản Latvia: tạp chí xã hội - chính trị của Ban Chấp hành Trung ương Đảng Cộng sản Latvia.] (Số phát hành 1-6)". Latviĭskoe gazetno-zhurnalʹnoe izd-vo (Nhà xuất bản báo chí và tạp chí Latvia). {{Chú thích tạp chí}}: Chú thích magazine cần |magazine= (trợ giúp)
- Кун, Бела (Béla Kun) (1967). Коммунистический Интернационал в документах: решения, тезисы и воззвания конгрессов Коминтерна и пленумов ИККИ, 1919-1932. Фелтринелли.
- Joseph Stalin (1926). Вопросы ленинизма. Gos. izd-vo.
- Nhiều tác giả (1859). Современник (Tập 76).
- Русское слово (1864). "Русское слово (Tập 6, Số phát hành 1)". {{Chú thích tạp chí}}: Chú thích magazine cần |magazine= (trợ giúp)

### Sách tiếng Đức
- Frank Zelko (2014). Greenpeace, Von der Hippiebewegung zum Ökokonzern. Vandenhoeck & Ruprecht. ISBN 9783647317120.